# Stan Chambers
Stanley Chambers, detto Stan (Hackney, 13 settembre 1910 – Hove, 14 agosto 1991), è stato un pistard britannico.
Anche il fratello Ernest è stato un pistard e ha gareggiato alle Olimpiadi 1932 con lui nel tandem.

## Palmarès

### Olimpiadi
- Argento a Los Angeles 1932 nel tandem.